# Сидур (военачальник)
Сидур — кипчак, служил монгольской империи Юань.

## Биография
Наиболее известные представители кыпчаков — Тутуха, Сидур, Ульчебадур, Байтимур, Кучебадур и Хасан. Особенно выделяется фигура Сидура. После смерти своего отца Тосуна в 1273 году он поступил на службу к монголам. Уже в следующем году, в 1274-м, Сидур участвовал в военной кампании против Южной Сун. В 1280 году Хубилай назначил его сотником в императорской гвардии. Спустя семь лет, в 1287 году, он получил пост даругачи (наместника) в провинциях у реки Янцзы. Кроме того, Сидур принял участие в военной экспедиции Юаньской империи против Вьетнама. Во время этой кампании он захватил крепость Цоцзычен, участвовал в десятках сражений и в штурме вьетнамской столицы. Когда войска Юани оказались в окружении, именно отряд кыпчаков под командованием Сидура пробил путь к отступлению, спасая армию. После его смерти преемником стал Есяньтимур.